# Assalt al furgó blindat
 Assalt al furgó blindat  (original: Armored Car Robbery) és una pel·lícula estatunidenca dirigida per Richard Fleischer, estrenada el 1950 i doblada al català.

## Argument
Un perillós criminal, Dave Purvis, fa cometre els seus assassinats per diferents persones, i per això, la policia no en sap de la seva existència. Preparant un atracament a ma armada, ho aconsegueix, però, en el transcurs de l'atac, un policia és mort. Aquest incident posa el policia Cordell sobre la pista de la banda...

## Repartiment
- Charles McGraw: Tinent Jim Cordell
- Adele Jergens: Yvonne LeDoux / Mrs Benny McBride
- William Talman: Dave Purvis / Martin Bell
- Douglas Fowley: Benjamin 'Benny' McBride
- Steve Brodie: Al Mapes
- Don McGuire: Danny Ryan
- Don Haggerty: Detectiu Cuyler
- James Flavin: Tinent Phillips
- Gene Evans: William 'Ace' Foster

## Crítica
- Pel·lícula policíaca de caràcter documental que narra un audaç robatori, en el qual ha estat assassinat un policia. Amb una mirada prou distanciada reconstrueix minuciosament els fets, evidenciant tant sentit de l'ambient com un ritme precís i vibrant. Film inèdit a Espanya, tot i que va ser emès a TV3 el 4 d'abril de 2001.[2]
- Richard O. Fleischer va fer aquesta obra de cinema negre minimalista mentre treballava a Ràdio RKO. Don McGuire, més tard un prolífic productor i director de TV, proporciona un toc còmic com l'ajudant del tinent que interpreta McGraw.[3]